# Isola di Adak
L'isola di Adak (Adaax in aleutino) è un'isola che fa parte delle isole Andreanof nell'arcipelago delle Aleutine in Alaska. La città di Adak, situata sull'isola, è la città più meridionale dell'Alaska.
L'isola copre un'area di 711,18 km² rendendola la 25ª isola più grande degli Stati Uniti. Il punto più alto è Mount Moffett con i suoi 1.196 m.